# Gurli Linder
Ane Gurli Linder, född Peterson den 1 oktober 1865 på Irvingsholm, Tysslinge församling, Närke, död 3 februari 1947 i Stockholm, var en svensk författare, barnbokskritiker och feminist.

## Biografi
Linder genomgick Hammarstedtska flickpensionen och därefter Högre lärarinneseminariet i Stockholm 1882–1885. Hon var tidvis verksam som lärarinna innan hon 1887 ingick äktenskap med lektor Nils Linder (1835–1904). I äktenskapet föddes Greta Linder, senare bibliotekskonsulent. Paret blev lagligt skilda 1903.
Gurli Linder deltog verksamt i det sociala arbetet och inom kvinnorörelsen samt utvecklade ett omfattande författarskap, särskilt i pressen. Hon gjorde även översättningar från norskan. Hon var sekreterare och sedan ordförande i Svenska drägtreformföreningen. Hon var ledamot av Folkbildningsförbundets bokförmedlingsstyrelse och 1911 av en kunglig kommitté för spridande av "god och billig" nöjesläsning. 
Mellan åren 1900 och 1933 hade Linder ansvaret för barnbokskritiken i Dagens Nyheter, och hon skrev även recensioner av barnböcker i Folkbildningsbladet och Biblioteksbladet. Hon skrev också två inflytelserika böcker i vilka hon diskuterade sina åsikter kring barns läsning; Våra barns nöjesläsning (1902) samt Våra barns fria läsning (1916).
Hon hade ett utomäktenskapligt förhållande med ingenjören S.A. Andrée och bidrog senare till den heroiska bild som under många år gavs av den misslyckade ballongfararen, bland annat i Med Örnen mot polen (1930).

### Redaktörskap
- Qvinnan och dess bestämmelse - för hundra år sedan : Tre uppsatser från 1800-talets början med en efterskrift / utg. av Gurli Linder. Stockholm: Norstedt. 1914. Libris 1638437